# Kabinett Lubbers II
Das Zweite Kabinett Lubbers bildete vom 14. Juli 1986 bis 7. November 1989 die Regierung der Niederlande. Es war eine Koalition aus dem christdemokratischen CDA und der liberalen VVD.

## Zusammensetzung
Das Kabinett bestand aus 14 Ministern und 11 Staatssekretären.

### Minister
| Geschäftsbereich/Amt                                                            | Minister                               | Partei |
| ------------------------------------------------------------------------------- | -------------------------------------- | ------ |
| allgemeine Angelegenheiten Ministerpräsident                                    | Ruud Lubbers                           | CDA    |
| Wirtschaft stellvertretender Ministerpräsident                                  | Rudolf de Korte                        | VVD    |
| Äußeres                                                                         | Hans van den Broek                     | CDA    |
| Justiz                                                                          | Frits Korthals Altes                   | VVD    |
| Inneres                                                                         | Kees van Dijk                          | CDA    |
| Bildung und Wissenschaft                                                        | Wim Deetman bis 15. September 1989     | CDA    |
| Bildung und Wissenschaft                                                        | Gerrit Braks ab 15. September 1989     | CDA    |
| Finanzen                                                                        | Onno Ruding                            | CDA    |
| Verteidigung                                                                    | Wim van Eekelen bis 6. September 1988  | VVD    |
| Verteidigung                                                                    | Piet Bukman 6. bis 23. September 1988  | CDA    |
| Verteidigung                                                                    | Frits Bolkestein ab 24. September 1988 | VVD    |
| Wohnungswesen, Raumordnung und Umweltschutz                                     | Ed Nijpels                             | VVD    |
| Verkehr und Wasserwirtschaft                                                    | Neelie Kroes                           | VVD    |
| Landwirtschaft und Fischerei                                                    | Gerrit Braks                           | CDA    |
| Soziales und Arbeit und Angelegenheiten der niederländischen Antillen und Aruba | Jan de Koning                          | CDA    |
| Wohlfahrt, Gesundheit und Kultur                                                | Elco Brinkman                          | CDA    |
| Entwicklungszusammenarbeit                                                      | Piet Bukman                            | CDA    |

Von 3. Februar bis 6. Mai 1987 war Kees van Dijk wegen Krankheit von seinen Pflichten als Innenminister entbunden. In der Zeit dienten Jan de Koning als Innenminister und Minister für Angelegenheiten der niederländischen Antillen und Aruba und Louw de Graaf als Minister für Soziales und Arbeit.

### Staatssekretäre
| Geschäftsbereich                            | Staatssekretär                                         | Partei |
| ------------------------------------------- | ------------------------------------------------------ | ------ |
| Äußeres                                     | René van der Linden bis 9. September 1988              | CDA    |
| Äußeres                                     | Berend-Jan van Voorst tot Voorst ab 27. September 1988 | CDA    |
| Justiz                                      | Virginie Korte-van Hemel                               | CDA    |
| Inneres                                     | Dieuwke de Graaff-Nauta                                | CDA    |
| Bildung und Wissenschaft                    | Nell Ginjaar-Maas                                      | VVD    |
| Finanzen                                    | Henk Koning                                            | VVD    |
| Verteidigung                                | Jan van Houwelingen                                    | CDA    |
| Wohnungswesen, Raumordnung und Umweltschutz | Gerrit Brokx bis 23. Oktober 1986                      | CDA    |
| Wohnungswesen, Raumordnung und Umweltschutz | Enneüs Heerma ab 27. Oktober 1986                      | CDA    |
| Wirtschaft                                  | Albert-Jan Evenhuis bis 29. Juni 1989                  | VVD    |
| Wirtschaft                                  | Enneüs Heerma bis 27. Oktober 1986                     | CDA    |
| Wirtschaft                                  | Yvonne van Rooy ab 30. Oktober 1986                    | CDA    |
| Soziales und Arbeit                         | Louw de Graaf bis 1. Oktober 1989                      | CDA    |
| Wohlfahrt, Gesundheit und Kultur            | Dick Dees                                              | VVD    |